# Alejo Pérez
Alejo Pérez (3 de mayo de 1974, Buenos Aires) Es un director de orquesta de música clásica argentino. Luego de formarse en la Argentina como pianista, compositor y director, realizó dos posgrados en dirección en Alemania con Peter Eötvös, Helmuth Rilling y Sir Colin Davis. 
Dirige en los teatros más importantes de Europa y el mundo como la Filarmónica de Viena, Semperoper Dresden, Lyric Opera Chicago, Festival de Salzburg, Teatro Real de Madrid, Teatro Colón y las Óperas de Roma, Lyon, Tokio, entre otros. Compuso y dirigió la ópera Tenebrae por encargo del Centro de Experimentación del Teatro Colón. Fue director de la Orquesta Juvenil del Bicentenario desde su creación en 2010, dirigiendo giras por el país. Fue Director musical del Teatro Argentino de La Plata (2009-2012) y actualmente es Director musical de la Ópera Vlaanderen, Bélgica.
Fue reconocido por la Fundación Konex en 2019 con el Premio Konex de Platino al mejor director de orquesta de la década en la Argentina y con el Diploma al Mérito en 2009.